# 告別式
告別式（こくべつしき）とは葬送において、葬儀の後、あるいは葬儀の代わりに行われる式で、故人に別れを告げ、参列者に挨拶をする式。主に東日本の風習である。
誤解されることが多いが、葬儀の一部（通夜+告別式＝葬儀）ではない。

## 歴史
1901年（明治34年）、中江兆民の葬送の際に行われたのが最初とされる。これは中江が「死んだらすぐに火葬場に送って荼毘にしろ」と遺言したために葬式が行われなかったためで、彼の死を悼んだ人たちによって青山葬会場（青山墓地）にて宗教儀礼による葬儀の代わりとして無宗教葬として行われた。
大正時代に告別式は普及したが、宗教性を排除した告別式と半ばして、「仏式告別式」「神式告別式」といった葬式の焼香の部分を外部化した告別式が行われるようになった。また、関東大震災以後、都市部の会葬者のさほど多くない一般家庭を中心に、寺院や葬儀所までの葬列を廃止し、代わりとして自宅告別式が行われるようになった。
戦後の高度成長期には、地方でも告別式を組み入れた葬儀の簡素化が浸透した。20世紀末より葬儀儀礼の一切が自宅から専用葬儀場へと移行するようになると、通夜・葬儀・告別式の区分は理解されにくくなった。

## 概要
一般的には通夜の後（翌日の昼）、葬儀の後、出棺の前に執り行われる。秋田市などの東北地方、九州地方の一部地域では骨葬として、火葬が先になるところもある。骨葬が一般的でない地域でも、遺体の損傷や腐敗が激しい場合、死因が感染症のために通常の方法では参列者が感染するリスクがある場合、亡くなった場所から遠く離れた場所で葬儀を行う場合などやむを得ない事情で骨葬が行われる場合がある。
宗教儀礼である葬儀では僧侶が主導するのに対し、告別式は、喪主が主導する。
行われる内容は、告辞や弔歌の朗読や、弔電の披露、参列者による故人への告別（葬儀の代わりに行った場合）などである。
通夜の参列者が遺族が中心であるのに対し、故人からの社会に対する別れの挨拶であるため、故人の死を悼む者であれば誰でも参列して良い。
喪服や喪服に準じる服装（黒を基調とする物。学生は黒くなくても学校の制服など）を着用することが慣例とされ、華美な服装や、光り物などとも呼ばれる装身具、派手な美粧はタブーとする。しかしながら、“喪服ではなく平服にておいで頂きたく”と断る事例もある。

## 葬送以外での告別式
死別や葬儀とは異なる意味で 「個人送別の式／離任式」 も大意では告別式とされるが、定義が残るのみであり一般には用いられない。